# The Desperado (film, 1910)
Pour les articles homonymes, voir The Desperado.
Pour plus de détails, voir Fiche technique et Distribution.
The Desperado est un film muet américain réalisé par Gilbert M. Anderson et sorti en 1910.

## Fiche technique
- Titre : The Desperado
- Réalisation : Gilbert M. Anderson
- Scénario : Gilbert M. Anderson
- Producteur : Gilbert M. Anderson
- Société de production : The Essanay Film Manufacturing Company
- Pays d'origine :  États-Unis
- Langue : film muet avec les intertitres en anglais
- Format : Noir et blanc — 35 mm — 1,33:1 — Muet
- Genre : Western
- Durée : 10 minutes
- Date de sortie :
  -  États-Unis : 23 juillet 1910

## Distribution
- Broncho Billy Anderson : le nouveau shérif
- Fred Church : Black Bart
- Clara Williams :
- Franklin Hall